# Karankawa

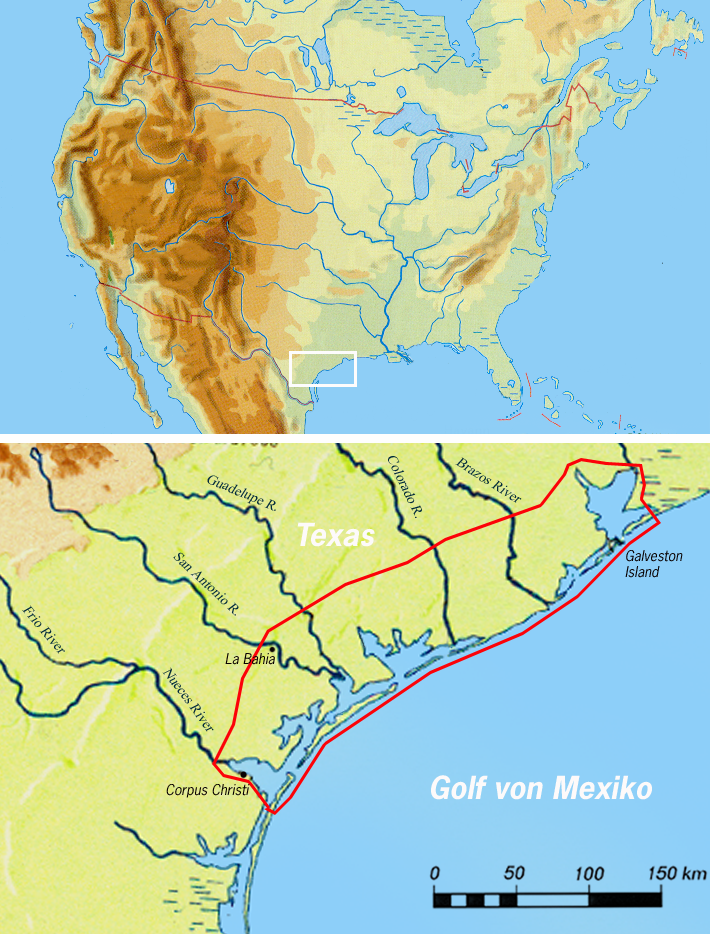
Ehemaliges Wohngebiet

Die Karankawa waren ein nordamerikanischer Indianerstamm von der Golfküste in Texas. Sie spielten eine wichtige Rolle in der frühen Geschichte der damaligen mexikanischen Provinz. Ihre Sprache, von der nur etwa hundert Wörter bekannt sind, heißt ebenfalls Karankawa und weist Ähnlichkeiten mit dem Coahuiltec auf, doch die Zugehörigkeit ist nicht gesichert.

## Name und zugehörige Stämme
Der Name Karankawa heißt vermutlich Hundefreunde oder Hundezüchter, denn die Karankawa besaßen dem Fuchs oder Kojoten ähnliche Hunde. Es gab mehrere Stämme mit der gleichen Sprache und Kultur, die man den Karankawa zuordnet.
Diese Völker hießen:
- Coco (auch Coaque, lebten auf Galveston Island und entlang der Mündung des Brazos River)
- Coapite
- Carancaquacas ("wirkliche" Karankawa, lebten entlang der Matagorda Bucht)
- Kohani (lebten in der Nähe der Mündung des Colorado River)
- Kopane (lebten entlang der Copano Bucht)

Bei einigen weiteren Stämmen ist die Zugehörigkeit ungewiss, zum Beispiel den Tiopane und Tup und vielleicht auch den Pataquilla und Quilote, die von Cabeza de Vaca erwähnt wurden.

## Bezeichnung durch andere Stämme
Die Tonkawa nannten die Karankawa Kéles (auch Kilis = Ringer). Oft nannten sie diese auch Yákokon-kapá-i (Barfüßige = Leute ohne Schuhe), ein Name, mit dem sie auch die Bidai und andere kleinere Stämme am unteren Rio Grande bezeichneten. Die Comanche bezeichneten sie als Estók Karanguás (Karankawa-Volk). Die Lipan-Apachen nannten sie Nda-kun-dadéhé (Volk, das im Wasser geht), was sich höchstwahrscheinlich auf ihre spezielle Art des Fischens und des Fangens von Schildkröten bezieht.

## Wohngebiet
Das Wohngebiet der Karankawa umfasste die Küste von Texas am Golf von Mexiko, etwa von der Galveston Bay bei Galveston nach Südwesten bis zur Corpus Christi Bay. Sie führten ein nomadisches Leben und folgten einem saisonalen Zyklus, der sie von den Inseln vor der Küste (engl. Barrier Islands) etwa 40 bis 100 Kilometer ins Binnenland führte. Dabei blieben sie nur wenige Wochen an der gleichen Stelle und benutzten Einbäume für den Transport ihrer Habe, die nicht nur zwischen Inseln und dem Festland, sondern auch auf den zahlreichen Flussläufen, wie Guadelupe River, Colorado River, Brazos River und Trinity River, eingesetzt werden konnten. Das Wohngebiet im Binnenland bestand überwiegend aus Gras- und Sumpfland, das nur an den Flussläufen von Büschen und Bäumen bewachsen war, die Schutz gegen die sengende Sonnenstrahlen boten, denn die Sommertemperatur beträgt dort im Durchschnitt über 34 Grad Celsius, während es sich im Winter auf durchschnittlich 10 Grad abkühlt.

## Kultur und Lebensweise

### Äußere Erscheinung
Die Karankawa beeindruckten die Europäer durch ihre stattliche Erscheinung. Man beschrieb die Männer als etwa 1,80 bis 2,10 Meter groß und muskulös, die einen Lendenschurz aus Hirschleder trugen oder ganz nackt waren. Sie bemalten und tätowierten ihren Körper und durchbohrten ihre Brustwarzen und Unterlippen mit kleinen Stücken aus Schilfrohr. Oft beschmierten sie ihren Körper mit einer Mixtur aus Schmutz und Alligatorfett oder Tran von Haien, um sich gegen die Moskitos zu schützen. Die Frauen waren ebenfalls bemalt und tätowiert und trugen Umhänge aus Spanischem Moos (Tillandsia usneoides) oder Tierhaut, die bis zu den Knien reichten.

### Lebensweise
Das wichtigste Transportmittel war der Einbaum, ein einfaches Kanu, das durch Aushöhlen eines großen Baumstamms hergestellt wurde. Das Fahrzeug war nicht für tiefe, offene Gewässer geeignet und wurde überwiegend in dem flachen Meer zwischen den vorgelagerten Inseln und dem Festland sowie auf den Flussläufen eingesetzt. Jedes Boot war groß genug, um eine ganze Familie mitsamt ihrem Besitz zu transportieren. Auf dem Land gingen die Karankawa zu Fuß und wurden als kraftvolle Läufer und ausgezeichnete Schwimmer beschrieben. Ein portabler Wickiup, Ba-ak genannt, diente als Behausung für das Küstenvolk. Es bestand aus einem Gerüst aus Weidenstangen, das mit Tierfellen und Binsenmatten bedeckt wurde und Platz für sieben bis acht Personen bot. Die Karankawa fertigten Körbe und Tontöpfe, die mit einer Asphalt ähnlichen Masse abgedichtet wurden. Diese natürliche Substanz fand man an der Golfküste.
Die wichtigste Waffe der Krieger waren Pfeil und Langbogen, die sowohl für die Jagd als auch im Krieg eingesetzt wurde. Die Bogen bestanden aus dem Holz der Rotzeder (Juniperus scopulorum) und reichten vom Kinn bis zu den Füßen des Schützen.
Die soziale und politische Organisation der Karankawa wurde durch ihr nomadisches Leben bestimmt. Sie wanderten in kleinen Gruppen von 30 bis 40 Personen, geführt von einem Häuptling. Diese Gruppen waren oft in kleinere Gruppen unterteilt, wahrscheinlich Familien, um die Nahrungssuche zu erleichtern. Die Verbindung untereinander besorgte ein gut entwickeltes System aus Rauchzeichen, mit dem die Gruppen bei besonderen Ereignissen zusammengerufen werden konnten.

### Zeremonien und Bräuche
Die Zeremonien konzentrierten sich auf ein Fest, das als Mitote bekannt war, und bestanden aus Tänzen und dem Verzehr eines berauschenden Getränks, das aus zerkleinerten Blättern des Yaupon (Ilex cassine oder I. vomitoria) gebraut wurde, einem kleinen, strauchartigen Baum, der im südlichen Texas beheimatet ist. Das Schwarze Getränk war ausschließlich den Männern des Stammes bestimmt. Die Karankawa veranstalteten außerdem Wettkämpfe, bei denen sie ihre Fertigkeit mit den Waffen und ihre körperliche Geschicklichkeit demonstrieren konnten. Ringen war so populär bei den Karankawa, dass sie bei den benachbarten Stämmen auch als die Ringer (engl. Wrestler) bezeichnet wurden.
Der Krieg war Teil des Lebens und es gibt Beweise, dass der Stamm eine Art zeremoniellen Kannibalismus betrieb, bei dem sie das Fleisch ihrer traditionellen Feinde aßen. Von einem spanischen Pater stammt ein detaillierter Bericht über diese Zeremonie. Ihm zufolge wurde der Gefangene an einen Pfahl gebunden und es wurde um das Opfer herumgetanzt. Dann schoss man Pfeile in den Körper und schnitt Fleischstücke mit einer scharfen Klinge heraus, die über einem Feuer geröstet wurden. Dann verspeiste man das Fleisch vor den Augen des Unglücklichen. Bei diesem Brauch, der unter den Stämmen in Texas weit verbreitet war, wurden Teile eines Toten oder sterbenden Feindes gegessen, als endgültige Vergeltung oder in dem magischen Glauben, hierdurch Kraft und Mut des getöteten Feindes zu erlangen.
Einige Historiker bezweifeln, dass die Karankawa rituellen Kannibalismus ausgeübt hätten. Sie vermuten vielmehr, dass die Spanier die Karankawa mit den verschiedenen Gruppen der Atakapa verwechselten, deren Gebiet sich entlang der texanischen Golfküste von der Galveston Bay entlang des Bayou Teche bis zur Vermillion Bay in Louisiana erstreckte. Die Atakapa waren als Kannibalen ihrer Feinde bekannt – zudem tätowierten auch sie sich.

## Geschichte
Der erste bekannte Kontakt der Karankawa mit Europäern stammt aus dem Jahr 1528. Vier kleine Boote mit Überlebenden der Expedition von Pánfilo de Narváez landeten auf der Insel Galveston (im heutigen Texas). Diese Insel namens Malhado (spanisch = Insel des Unglücks) wurde von den Karankawa bewohnt. Die Aufzeichnungen von Álvar Núñez Cabeza de Vaca, einem der Schiffbrüchigen, sind die ersten Informationen über das Küstenvolk. Cabeza de Vaca lebte mehrere Jahre lang bei den Indianern und lieferte wertvolle ethnologische Berichte über die Ureinwohner. Nach dem Besuch von Cabeza de Vaca hatten die Karankawa für eineinhalb Jahrhunderte keinerlei Kontakte mehr zu Europäern. Erst 1685 kam die von Robert Cavelier de La Salle geführte französische Expedition und errichtete Fort St. Louis am Garcitas Creek im Herzen des Karankawa-Landes. Nachdem La Salle und einige seiner Männer nach Kanada zurückgereist waren, um Hilfe für die schwache Kolonie zu holen, überfielen die Karankawa die verbliebenen Siedler, töteten alle Weißen bis auf sechs Kinder, die sie mitnahmen. Diese Kinder wurden in den frühen 1690er Jahren von einer spanischen Expedition befreit. Zwei der Kinder, Pierre und Jean-Baptiste Talon, kamen 1698 nach Frankreich und wurden von den französischen Behörden befragt. Die Protokolle darüber stellen wertvolle Informationen über die Kultur der Karankawa im späten 17. Jahrhundert dar.
In den frühen Jahren des 18. Jahrhunderts lebten die französischen Interessen an der Texas-Küste wieder auf und das Land der Karankawa war erneut ein Zentrum spanisch-französischer Rivalität. Die Franzosen erkundeten weiterhin das Küstengebiet und 1719 nahmen die Karankawa einen schiffbrüchigen Seemann namens Francois Simars de Bellisle gefangen. Der Franzose lebte 15 Monate lang bei dem Stamm, bevor er nach Louisiana entkam und den französischen Behörden ausführliche Informationen über Küstenstämme in Texas liefern konnte. Als Gegengewicht zu den französischen Bemühungen errichteten die Spanier das Presidio Nuestra Senora de Loreta und die Mission Espiritu Santo de Zuniga in der Nähe des früheren Forts St. Louis. Beide Einrichtungen wurden später als La Bahia bekannt. Die Mission sollte vor allem dem Zweck dienen, die Karankawa zu zivilisieren und zu christianisieren und aus ihnen loyale spanische Untertanen zu machen. Doch bald kam es zu Feindseligkeiten zwischen Spaniern und Indianern und um 1726 gab es keine frisch Bekehrten mehr in der Mission, die an den Guadelupe River verlegt wurde, wo sie bis 1749 bestehen blieb.
Trotz des Misserfolgs in La Bahia setzten die Spanier ihre Bemühungen fort, die Karankawa zu missionieren. 1754 wurde eine neue Mission, Nuestra Senora Rosario de los Cujanes, am San Antonio River errichtet. Diese Mission hatte mehr Erfolg und 1764 gab es dort 101 bekehrte Indianer. Doch der Erfolg war von kurzer Dauer, denn schon 1781 musste man die Mission wegen der hohen Zahl desertierender Karankawa schließen. Eine dritte Mission, Nuestra Senora del Refugio, wurde 1791 für die Karankawa gebaut. Diese Mission verlegte man drei Mal und sie befand sich zuletzt in der Nähe der heutigen Stadt Refugio. 190 Karankawa und Coahuiltec bewohnten 1814 die Mission, doch mehrere Angriffe der Comanche in den frühen 1820er Jahren entvölkerten die Einrichtung. Die beiden Missionen setzten trotzdem ihre Arbeit fort, bis sie 1831 und 1832 säkularisiert wurden. Mehr als ein Jahrhundert lang hatten die Spanier versucht, die Karankawa zu missionieren – mit wenig Erfolg. Nur einzelne Indianer kamen nach und nach in die Missionen, doch die Mehrheit widerstand allen Bekehrungsversuchen und hielt nichts von der spanischen Lebensweise. Ein Franzose namens Athanase de Meziéres arbeitete als Indianer-Agent bei den Spaniern, doch auch dieser konnte keinen Frieden stiften. In den späten 1770er Jahren betrieb er die Ausrottung des Stammes, konnte sich aber mit seinem Plan nicht durchsetzen. Am Ende der spanischen Herrschaft in Texas war die Bevölkerung der Karankawa allerdings durch eingeschleppte Krankheiten und weitere Folgen der europäischen Invasion stark reduziert. Für die Karankawa war die Konfrontation mit Laffites Piratenkolonie im Jahre 1819 auf Galveston Island besonders tragisch. Das Unglück begann, als Laffites Männer eine Frau der Karankawa entführten. Der Stamm griff das Piratennest mit 300 Kriegern an. Die Piraten waren zwar nur 200 Mann stark, hatten jedoch zwei Kanonen und fügten den Indianern schwere Verluste zu. Diese Niederlage war eine große Tragödie für die einst machtvollen Karankawa.
Mexiko wurde 1821 unabhängig von Spanien und die neue Regierung unterstützte die Einwanderung von Anglo-Amerikanern in die bis dahin schwach bevölkerte Provinz Texas. Als Siedler in das Karankawa-Land eindrangen, häuften sich die Zwischenfälle. Die mexikanischen Behörden versuchten, die Siedler zu schützen, indem sie mit den Karankawa Frieden schließen wollten – doch ohne allen Erfolg. Die Siedler sammelten sich unter der Führung von Stephen F. Austin, um das Problem selbst zu lösen. Austin war davon überzeugt, dass die Ausrottung der Karankawa die einzig mögliche Lösung war. Im Jahre 1824 führte er eine Truppe von 90 Männern zu den Karankawa, die Zuflucht in der La Bahia Mission suchten. Ein Mönch arrangierte einen Waffenstillstand zwischen den Parteien. Mit ihrem Häuptling Antonito wurde vereinbart, dass die sich Karankawa hinter den Lavaca River im Westen zurückzogen. Die Indianer hielten sich aber nicht an den Vertrag und es kam zu vermehrten Konflikten mit den Siedlern. Die Bevölkerungszahl des Stammes sank kontinuierlich, sowohl durch die Kämpfe gegen die Texaner als auch gegen feindliche Comanche und Tonkawa. Als Texas 1836 eine unabhängige Republik wurde, waren die Karankawa so dezimiert, dass man sie nicht mehr als ernsthafte Gefahr ansah.
Um 1840 gab es nur noch versprengte Überreste des Stammes an der texanischen Küste. Eine dieser Gruppen lagerte am Guadelupe River südlich der Stadt Victoria und wurde im gleichen Jahr von Texanern als Rache für Überfälle der Karankawa in der Region angegriffen. Viele Indianer wurden getötet und die Überlebenden flohen die Küste entlang und siedelten etwa 80 Kilometer südlich von Corpus Christi. Andere kleine Gruppen befanden sich zu dieser Zeit an der Aransas Bay nahe der Mündung des Nueces Rivers. In der Mitte der 1840er Jahre zogen die meisten Karankawa südwärts nach Mexiko, um dem Druck der wachsenden Bevölkerung in Texas zu entgehen. Doch südlich des Rio Grande trafen sie auf die gleichen Probleme. Man beschuldigte sie, an Plünderungen in der Gegend von Reynosa beteiligt gewesen zu sein, und sie wurden deshalb von Mexikanern wiederholt angegriffen. In den späten 1850er Jahren hatte man die Karankawa nach Texas zurückgedrängt, wo sie in der Nähe von Rio Grande City lagerten. Doch auch hier waren sie nicht willkommen und 1858 setzten bewaffnete Texaner unter der Führung von Juan Nepomuceno Cortina ihre Vernichtungspolitik fort und töteten alle Mitglieder der kleinen Gruppe. Seit diesem Vorfall galt der Stamm der Karankawa als ausgestorben, bis mit Hilfe von sozialen Medien Nachkommenschaft des Stammes einander gefunden haben.

## Demografie
James Mooney schätzte ihre Bevölkerungszahl für das Jahr 1690 auf 2.800 Angehörige. Diese Zahl erscheint den meisten Ethnologen als zu hoch, doch es gibt keine gesicherten Daten für eine genauere Bestimmung. Doch zahlreiche Kriege und Seuchen, insbesondere die Masern, trugen dazu bei, dass sie im 19. Jahrhundert als eigenständige Ethnie aufhörten zu existieren.